# USS Monitor
USS «Монитор» (англ. Monitor «наблюдатель, контролёр») — первый броненосец ВМС США, знаменитый прежде всего своим участием в первой в истории морских сражении битве броненосцев: битве у Хэмптон Роудс 9 марта 1862 года в ходе Гражданской войны в США. «Монитор» стал основателем нового класса судов.

## История появления
В 1859 году во Франции был заложен «La Gloire» («Ла Глуар» — «Слава») — первый из совершенно нового типа судов: корабль, снабжённый бронёй из стальных плит. В мире данное событие не осталось незамеченным, и вскоре в Великобритании были заложены аналогичные суда, получившие название броненосцы. С этого момента природа морских сражений резко изменилась.
В ходе Гражданской войны в руки Конфедерации попал корпус корабля «Мерримак», который северяне не успели полностью уничтожить при отступлении из базы ВМС в Госпорте. Вскоре разведке северян стало известно, что «Мерримак», который восстанавливали под именем «Виргиния», планируется воссоздать в новом качестве — в виде броненосца, предназначенного для прорыва морской блокады портов Конфедерации.
Не дожидаясь окончания реставрации «Виргинии», федеральные власти решили создать корабль, способный успешно противостоять надежде Юга, какой бы она ни была.
Шведский эмигрант Джон Эрикссон, уже зарекомендовавший себя рядом технических новинок, предложил создать принципиально новый корабль, не имевший аналогов в мире. Более того, он заявил, что построит его всего за три месяца. Предложенный им проект оказался настолько убедительным, что президент Линкольн в свойственной ему манере сказал: «Я чувствую то же, что чувствует девушка, первый раз надевающая чулок: в этом что-то есть». Комиссия утвердила проект. Эриксон сумел построить абсолютно новое судно всего за 100 дней.
Слово «Monitor» в американизированном английском среди прочих имеет и значение «наставник» или «ментор». Подразумевалось, что корабль с таким именем преподаст урок южанам.

## Конструкция
Весь корпус корабля был выполнен из стали. Высота бортов составляла всего 60 см. Броня покрывала не только борта, но и палубу. Палуба была совершенно пустой, за исключением хорошо бронированной рулевой рубки и орудийной башни. Ближе к корме находились две дымовые трубы, которые требовалось демонтировать перед вступлением в бой.

Вращающаяся тяжелобронированная орудийная башня была вооружена двумя 11-дюймовыми (279 мм) гладкоствольными орудиями Дальгрена. Орудия заряжались с дула и после перезарядки выдвигались в порты на талях. Башня «Монитора» бронировалась многослойной бронёй толщиной в 8 дюймов. На момент спуска ни одно корабельное орудие флота южан не было способно пробить такую броню. По оценке первого командира корабля лейтенанта Уордена: «если снаряд ударит в башню под острым углом, то он отскочит от неё, не причинив повреждений». Орудия Дальгрена, которыми был вооружён корабль, действовали в духе морской стратегии того времени: они предназначались не для пробивания брони противника, но для разбития листов брони или попытки сорвать их крепления. Однако после разрыва одного из подобных орудий на испытаниях используемые пороховые заряды были серьёзно уменьшены. В 1906 году в интервью с последним из оставшихся в живых офицеров «Монитора», капитаном Луисом Н. Стоддером (англ. Louis N.Stodder), прозвучало утверждение: 
Мы имели приказ использовать лишь 15-фунтовые заряды чёрного пороха — при весе ядра 165 фунтов. Сейчас в пушках такого же калибра используют заряды весом от 250 до 500 фунтов пороха. Эффект же нашей стрельбы был сравним с бросанием большого каучукового мяча — столь мала была пробивная способность наших ядер.
Малая осадка позволяла кораблю действовать на реках и отмелях береговой линии.
Всего в конструкции корабля было использовано 47 уникальных изобретений, защищённых патентами.

## Недостатки
Как корабль оригинальной конструкции, создаваемый в спешке, «Монитор» обладал множеством недостатков.
Проблемы были с трёхсотсильным двигателем, позволявшим развивать скорость всего в 9 узлов. Однако даже такая скорость зачастую была недостижима: сверхнизкие борта не только снижали видимость корабля для противника, но и сильно ухудшали его маневренность, к тому же при малейшем волнении на море волны просто перехлёстывали через борта. В своём первом переходе корабль попал в волнение на море, которое было всего в 2−3 балла, но и этого оказалось достаточным, чтобы корабль добрался до цели только чудом. Волны перехлёстывали через борта, негерметичные люки пропускали воду внутрь. Низкие трубы были повалены волной, и вода погасила топки котлов. Трюмы оказались полны ядовитого дыма, остановившиеся машины не позволяли использовать паровые помпы, и корабль медленно тонул. Только улучшение погоды позволило вновь разжечь топки, откачать воду и продолжить путь.
Свои недостатки имела и новейшая система применения пара для вращения башни. По свидетельству заместителя командира корабля лейтенанта Грина башня вращалась то туго, то легко и быстро: «Трудно было начинать вращение, а если оно уже началось, остановить его».
Многие недостатки корабля можно было бы исправить, но завершившееся строительство CSS Virginia потребовало немедленного ввода «Монитора» в строй.

## Битва на рейде Хэмптон-Роудс
В ходе боя броненосца южан CSS Virginia против блокадной эскадры северян 8 марта 1862 года преимущества нового типа судов проявились в полной мере. CSS Virginia, не понеся никаких ощутимых потерь, уничтожила два мощных корабля противника («Камберленд» и «Конгресс») и тяжело повредила третий. Прибывший к месту сражения поздно вечером «Монитор» оказался последним средством, способным оказать сопротивление «Виргинии».
Командовал «Монитором» лейтенант Джон Л. Уорден (John L. Worden). Его заместителем был лейтенант Сэмюэль Дана Грин (Samuel Dana Greene), во время боя находившийся в башне. Третьим по старшинству был лейтенант Элбан К. Стимерс (Alban C.Stimers), служивший на «Мерримаке» до его захвата.
Узнав о трагических обстоятельствах боя 8 марта и опасаясь, что CSS Virginia поднимется вверх по Потомаку и атакует Белый дом и Капитолий, командование флотом отдало приказ «Монитору» срочно отправиться в Вашингтон. Однако Уорден, то ли понимая, что целью южан является прорыв блокады, а не атака столицы, то ли просто опасаясь второго долгого перехода, могущего оказаться гибельным для судна, приказ предпочёл проигнорировать. По другой версии, приказ не был передан Уордену исполнявшим обязанности командира эскадры капитаном Марстоном.
9 марта CSS Virginia, выйдя в море для уничтожения «Миннесоты», столкнулась с «Монитором». Форма последнего была настолько необычна, что экипаж южан принял его то ли за бакен, то ли за плот, и проигнорировал в качестве противника. Это позволило Уордену подойти вплотную и дать залп. Однако ядра отлетали от броневой защиты корабля южан. Впрочем, и ответный залп «Виргинии» оказался безрезультатным. После одного из попаданий «Виргинии» Уорден вылез из башни и осмотрел выбоину, оставленную снарядом. Позднее он написал: «за исключением нескольких трещин, корпус не был поврежден».
Корабли сопровождения «Виргинии», предпочитая не рисковать, вернулись к Норфолку.
После нескольких безрезультатных залпов южане попробовали поразить противника в бойницы орудий, но на «Мониторе», пользуясь паровым приводом поворота башни, разворачивали её после каждого выстрела, а не использовали имевшиеся тяжёлые железные плиты, предназначенные для её защиты, но сильно замедлявшие темп стрельбы и выматывающие матросов.
Вышло из строя переговорное устройство между башней и рубкой, и приказы передавались через матросов, бегающих по открытой палубе. По иронии судьбы оба матроса (Килер и Тофф) до службы на «Мониторе» были людьми сухопутными, и доставляемая ими информация зачастую искажалась. Ориентация же из самой орудийной башни была крайне затруднена: специальные отметины, позволявшие различать левый и правый борта, вскоре были затёрты, и Грину часто приходилось вести стрельбу, полагаясь лишь на собственную интуицию.
Убедившись, что «Монитор» также неспособен причинить вред противнику, лейтенант Уорден попытался таранить CSS Virginia со стороны винта. Однако CSS Virginia лучше слушалась руля и сумела избежать столкновения. Тем не менее, залп «Монитора» с минимального расстояния пробил-таки броню «Виргинии», но деревянная подкладка оказалась неповреждённой, и течь не образовалась. В свою очередь, капитан «Виргинии» Джонс также попытался таранить противника, но специально приспособленного тарана, установленного на «Виргинии», корабль лишился ещё в предыдущий день в столкновении с «Камберлендом». Попытка подмять днищем низко сидящий в воде «Монитор» тоже оказалась безрезультатной: удар пришёлся вскользь.
В башне «Монитора» кончились ядра, а для их дополнительной загрузки требовалось развернуть башню по носу корабля. Ошибочно приняв бездействие противника за поломку, «Виргиния» вновь попыталась добить стоящую на мели «Миннесоту», но вскоре «Монитор» вернулся в бой.
К исходу третьего часа боя наводчики «Виргинии» сменили тактику и стали целить в командирскую рубку. В результате одного из разрывов снарядов пострадал капитан «Монитора» Уорден: осколками и окалиной с внутренней стороны бронелиста ему выбило один глаз и повредило второй. Командование принял на себя лейтенант Грин, который принял решение уходить под прикрытие своих батарей: наступал отлив, и даже корабль с столь малой осадкой рисковал оказаться на мели в виду береговых батарей противника, что привело бы к его потере. Кроме того, команда, не спавшая с момента выхода корабля из Нью-Йорка, устала как физически, так и психологически. Грин писал:

«Мои люди, да и я сам, были совершенно черны от дыма и пороха. Все мое белье было абсолютно чёрным… Я оставался на ногах так долго и был в таком взбудораженном состоянии, что моя нервная система совершенно измоталась. Нервы и мускулы резко сокращались, словно по ним постоянно пробегал электрический разряд… Я лег и попытался заснуть — с тем же успехом я мог попытаться взлететь».

Многочисленные наблюдатели на берегу считали иначе: помощник военного министра Фокс был возмущён отходом «Монитора» и позднее требовал отстранения Грина от командования. Ряд газет (как Севера, так и Юга) прямо обвинял экипаж «Монитора» в трусости.
Командование «Виргинии» было удивлено отходом «Монитора» (он казался противнику неповреждённым) и некоторые время ожидало его возвращения на рейде. Однако и «Виргиния» оказалась не в состоянии сражаться с кем бы то ни было: корпус корабля ослаб от постоянных ударов, началась течь в деревянной основе судна, а начавшийся отлив грозил набравшему воды судну посадкой на мель. Корабль вернулся в Норфолк для ремонта.
Крайне маломощная тяжёлая промышленность южан, и так приложившая нечеловеческие усилия для создания «Виргинии» (на переплавку пускали даже металлические ограды частных домов в городах), не сумела восстановить судно.
Таким образом, несмотря на то, что поле боя осталось за «Виргинией», цель последней (прорыв блокады) оказалась неосуществлённой, а цель «Монитора» (не допустить деблокады) оказалась успешно выполненной.

## Монитор (класс кораблей)
Свидетелем сражения стал французский корабль «Гассанди» (фр. Gassendi). Его командир впоследствии в Европе описал увиденное им.
Вскоре после битвы, наглядно продемонстрировавшей возможности бронезащиты, во всём мире появились корабли аналогичного класса: в США создавались как однобашенные, так и двухбашенные мониторы. Их мореходные качества были существенно улучшены и позволяли кораблям выходить в море.
Аналогичными судами были укомплектованы флота Великобритании, России, Швеции, Норвегии, Дании и Перу. Примечательно, что первый монитор шведского флота, спущенный на воду спустя три месяца после битвы у Хемптон-Роудс, был назван в честь Джона Эриксона.

## Гибель
29 декабря 1862 года «Монитор» после ремонта следовал на буксире на тросе в Хемптон-Роудс. Однако в районе 11 часов вечера случилось то, чего опасалась команда ещё во время самого первого похода: волны захлестнули корабль, и он стремительно затонул. Вместе с кораблём погибло 4 офицера и 12 матросов (49 человек было спасено).

## Место гибели
В 1973 году место гибели «Монитора», обнаруженное в 16 милях к юго-востоку от мыса Хаттерас в Северной Каролине, было объявлено первым национальным морским святилищем. Из-за бурных течений и изменчивой погоды данный район часто называют Кладбищем Атлантики.
В 1998 году со дна моря был поднят винт корабля. 16 июля 2001 была поднята 30-тонная силовая установка. А в 2002 году после 41 дня работы со дна моря была поднята башня корабля. Во время подъема были найдены останки двух моряков, которые ожидают своей идентификации.
Сейчас место гибели корабля находится под охраной Национального агентства океанологии и атмосферы. Многочисленные части корабля, поднятые со дна, находятся в Морском музее в Виргинии.
В 1986 году место гибели «Монитора» было объявлено национальным историческим памятником.

## «Монитор» в искусстве
- История «Монитора» достаточно подробно описана в фантастическом историческом романе известного фантаста Гарри Гаррисона «Кольца анаконды».
- Строительство кораблей и финальное сражение между «Виргинией» и «Монитором» воспроизведены режиссёром Делбертом Манном в художественном фильме 1991 года «Броненосцы»[1].
- USS Monitor — песня шведской метал-группы Civil War.